# Barka mieszkalna

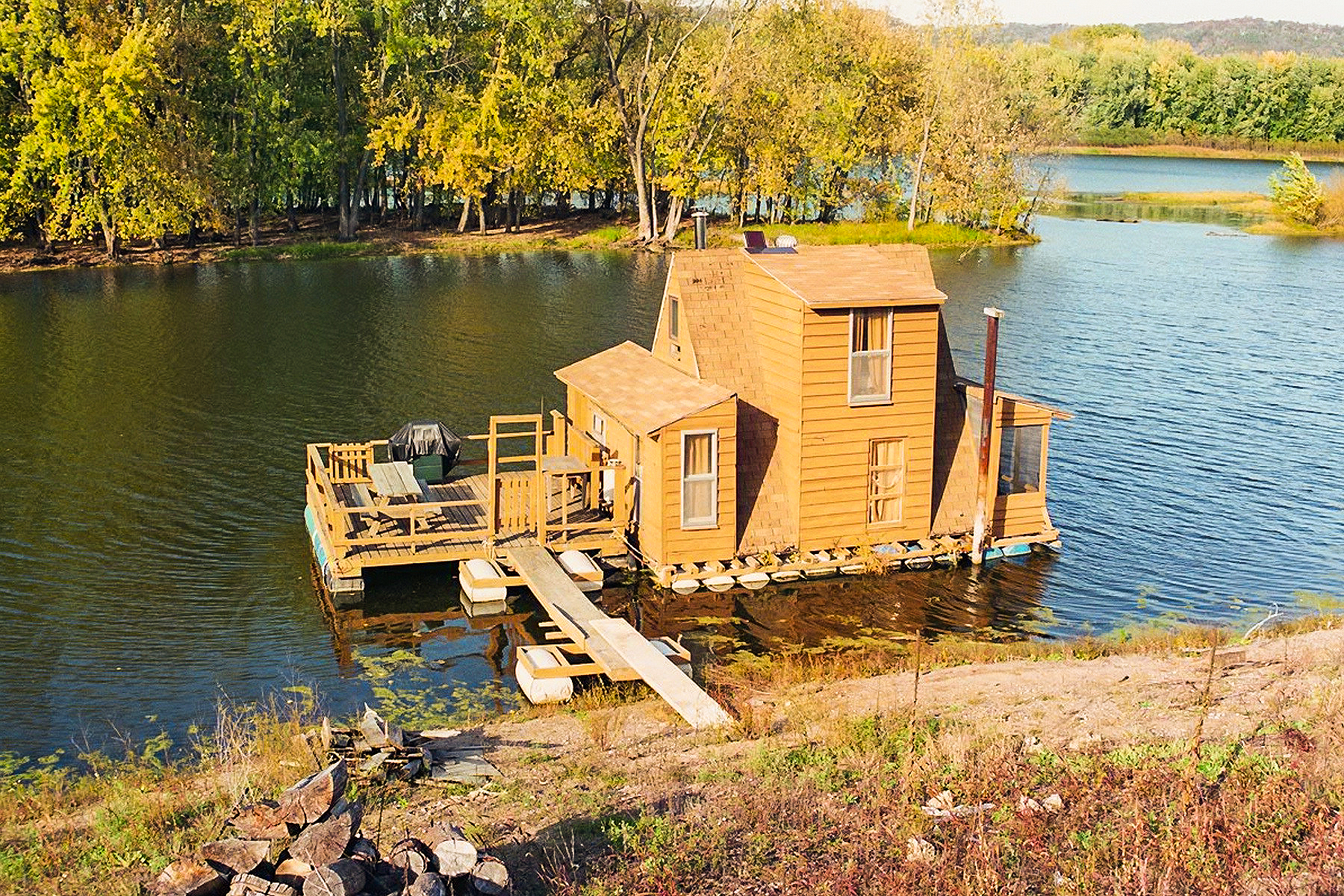
Barka mieszkalna na Mississippi, USA

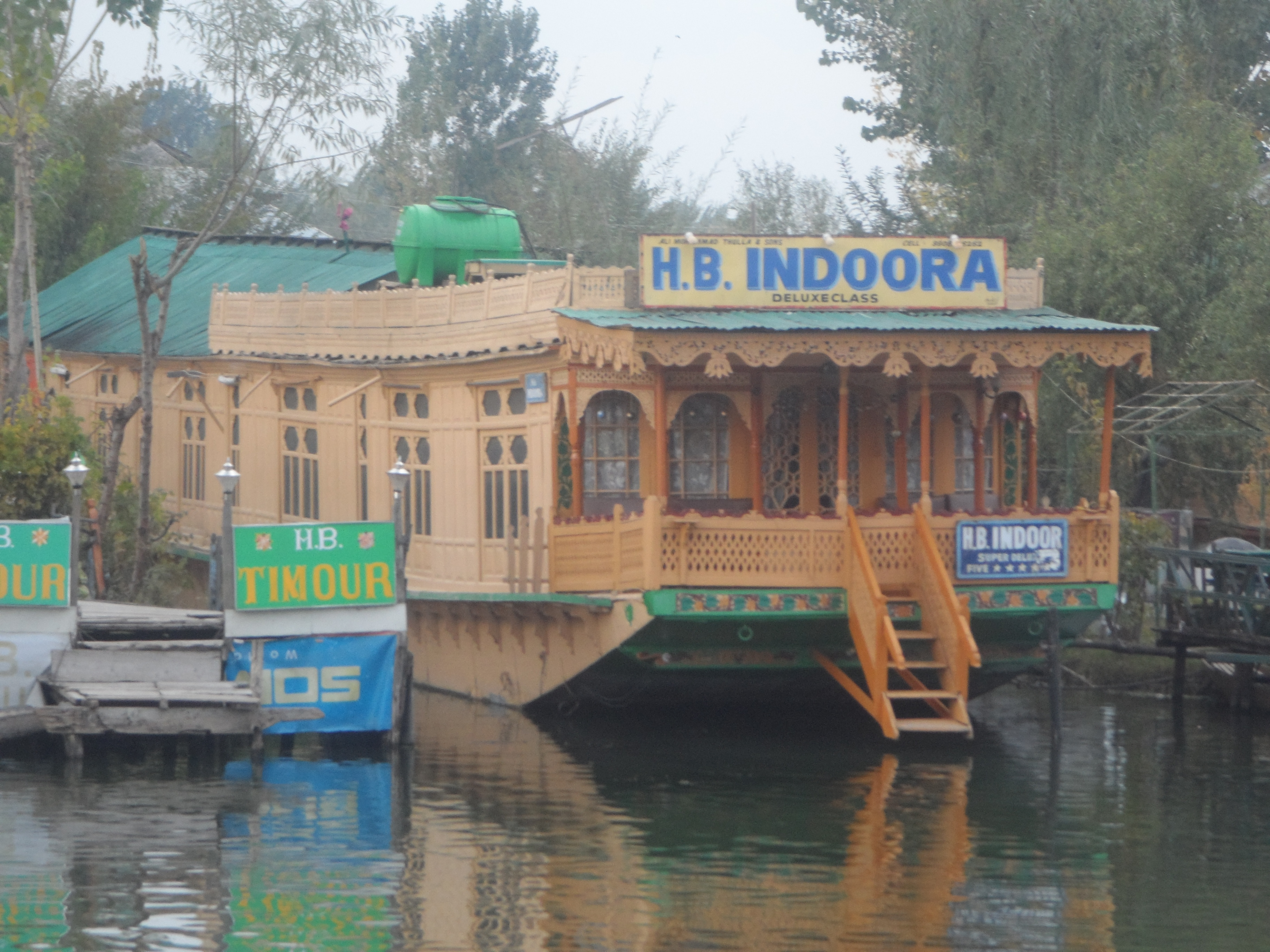
Barka mieszkalna H. B. Indoora, Kaszmir

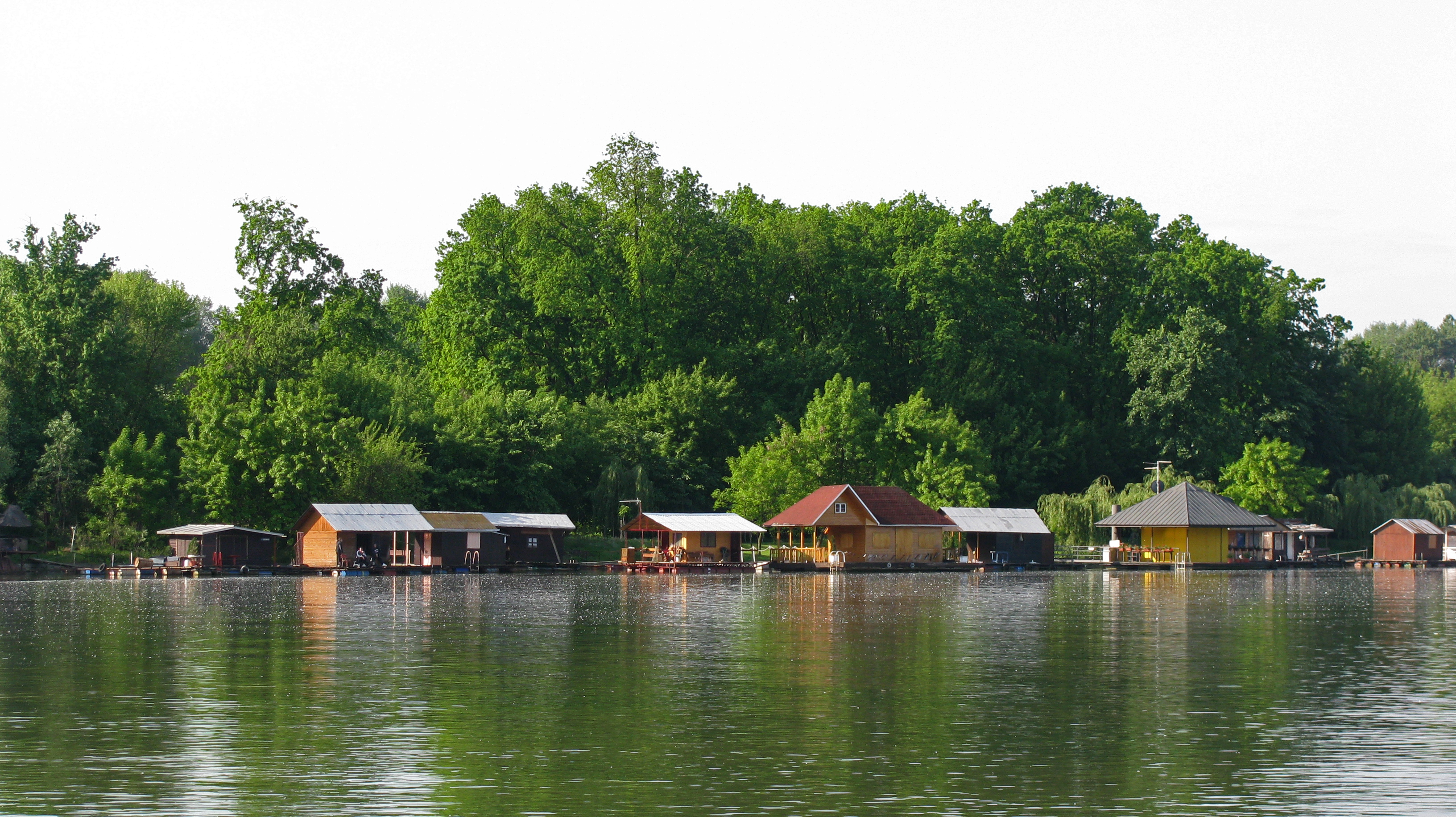
Barki mieszkalne na Ada Ciganlija w Belgradzie (Serbia)

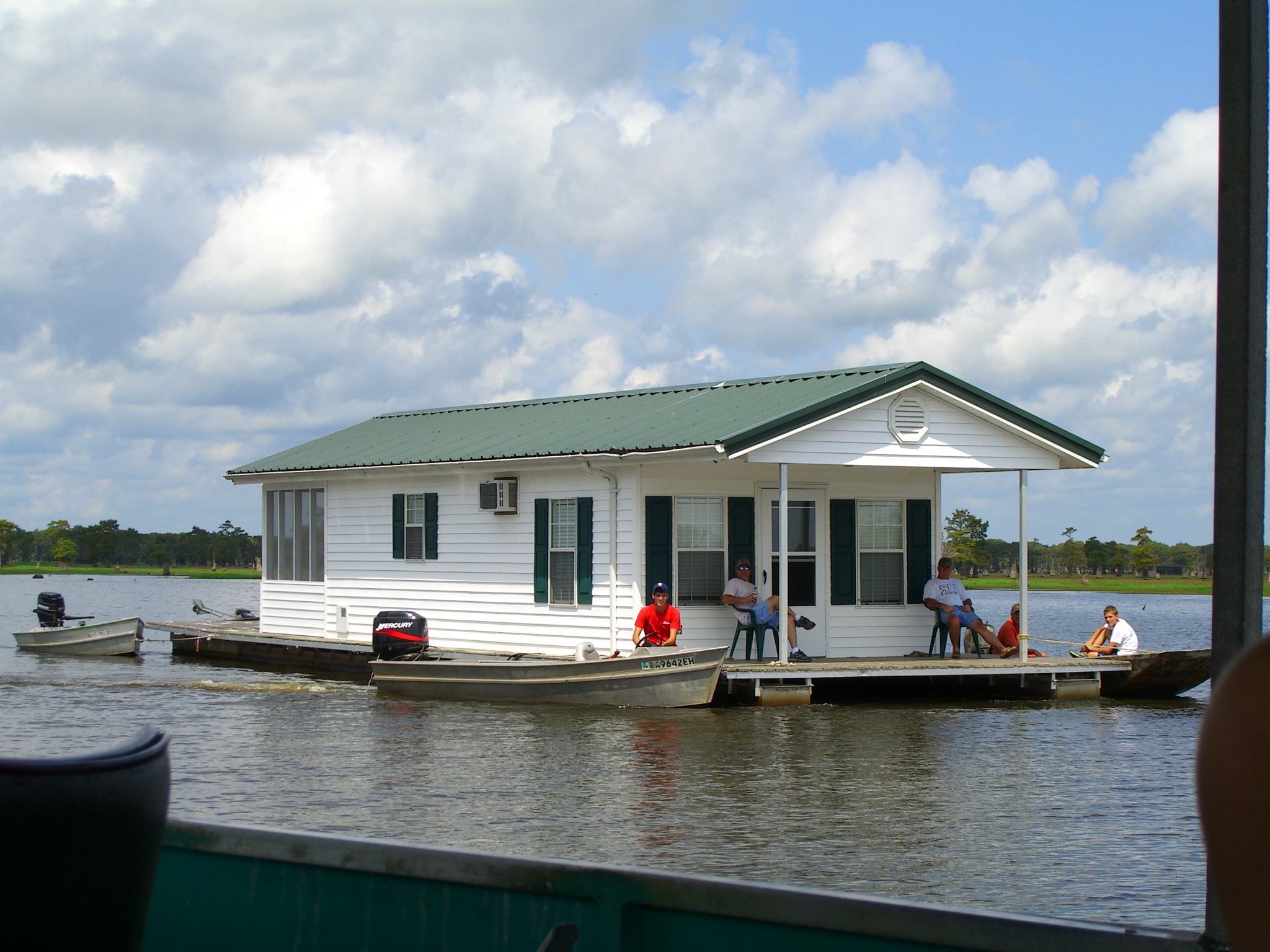
Barka mieszkalna na Lake Bigeaux nieopodal Henderson, Louisiana, USA

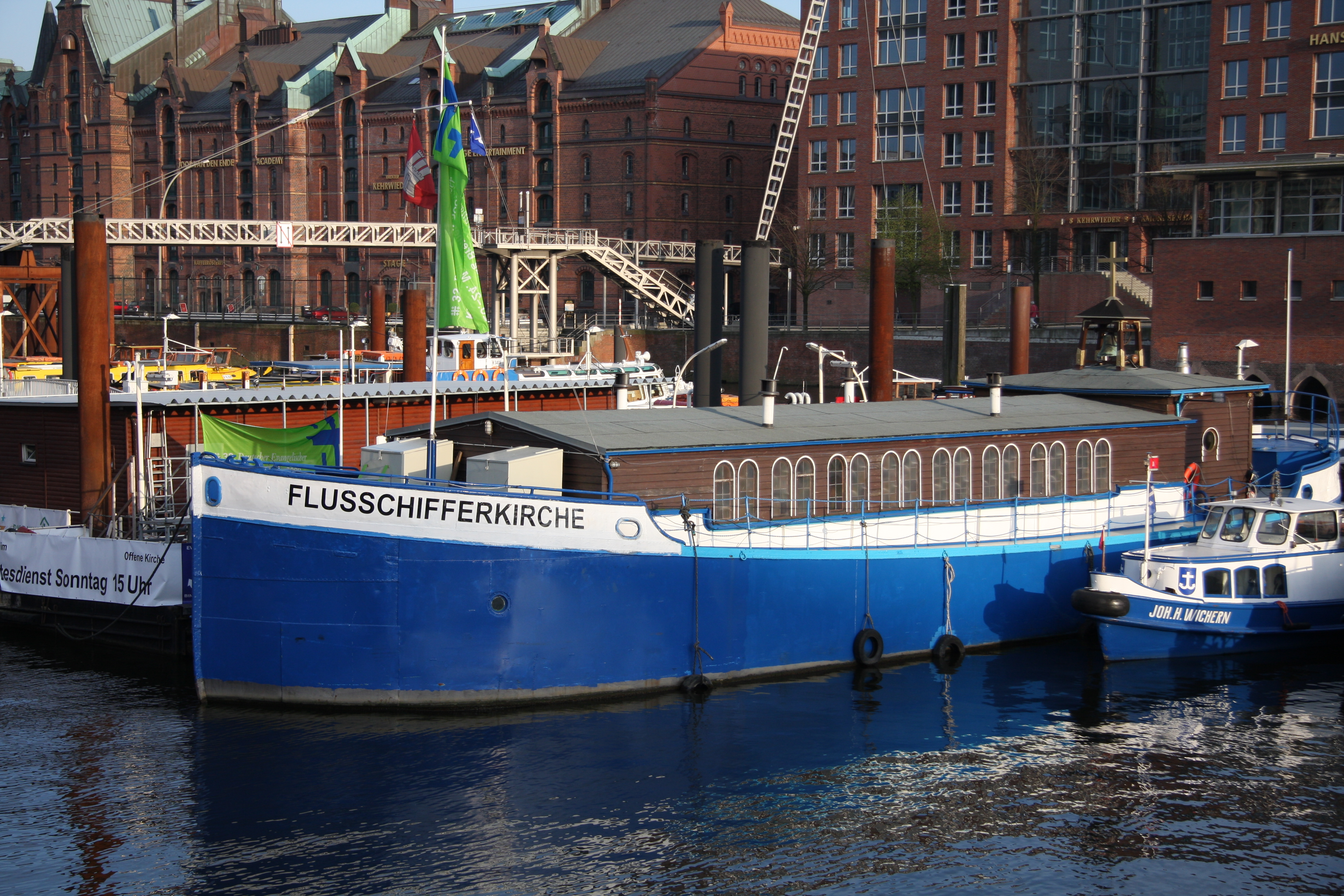
„Kościół wioślarzy”, Hamburg, 2009

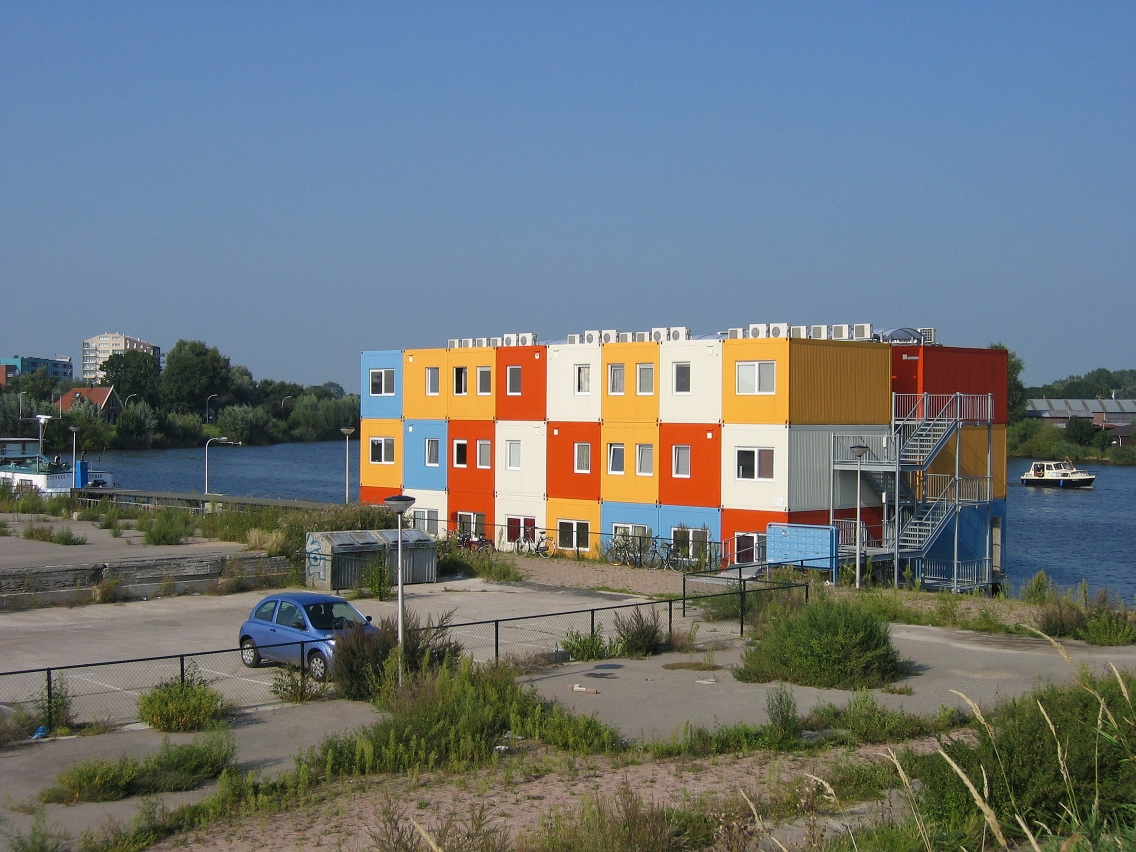
Pływający dom studencki, Zwolle, Holandia

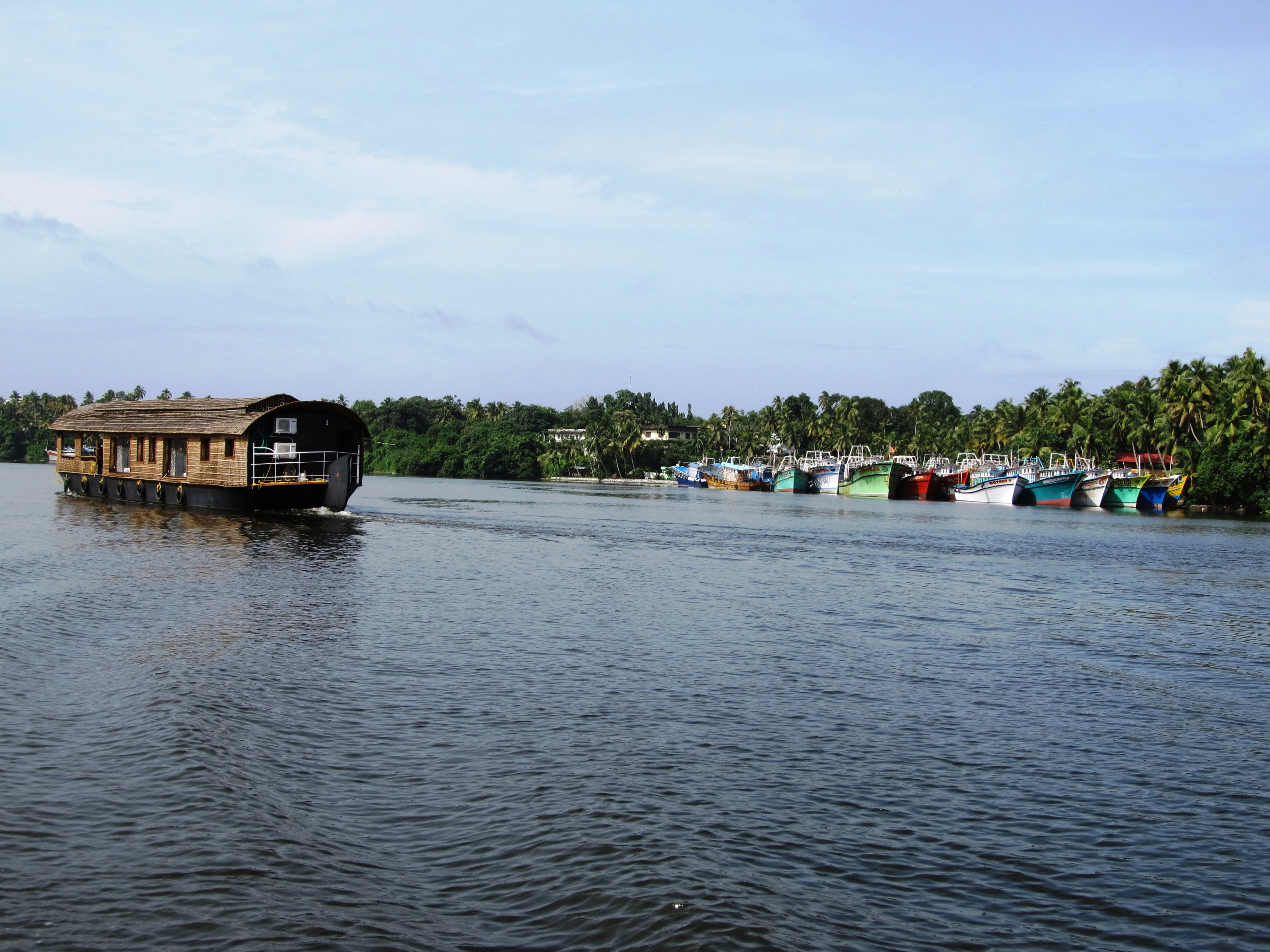
Barka mieszkalna na Ashtamudi Lake, miasto Kollam, Indie

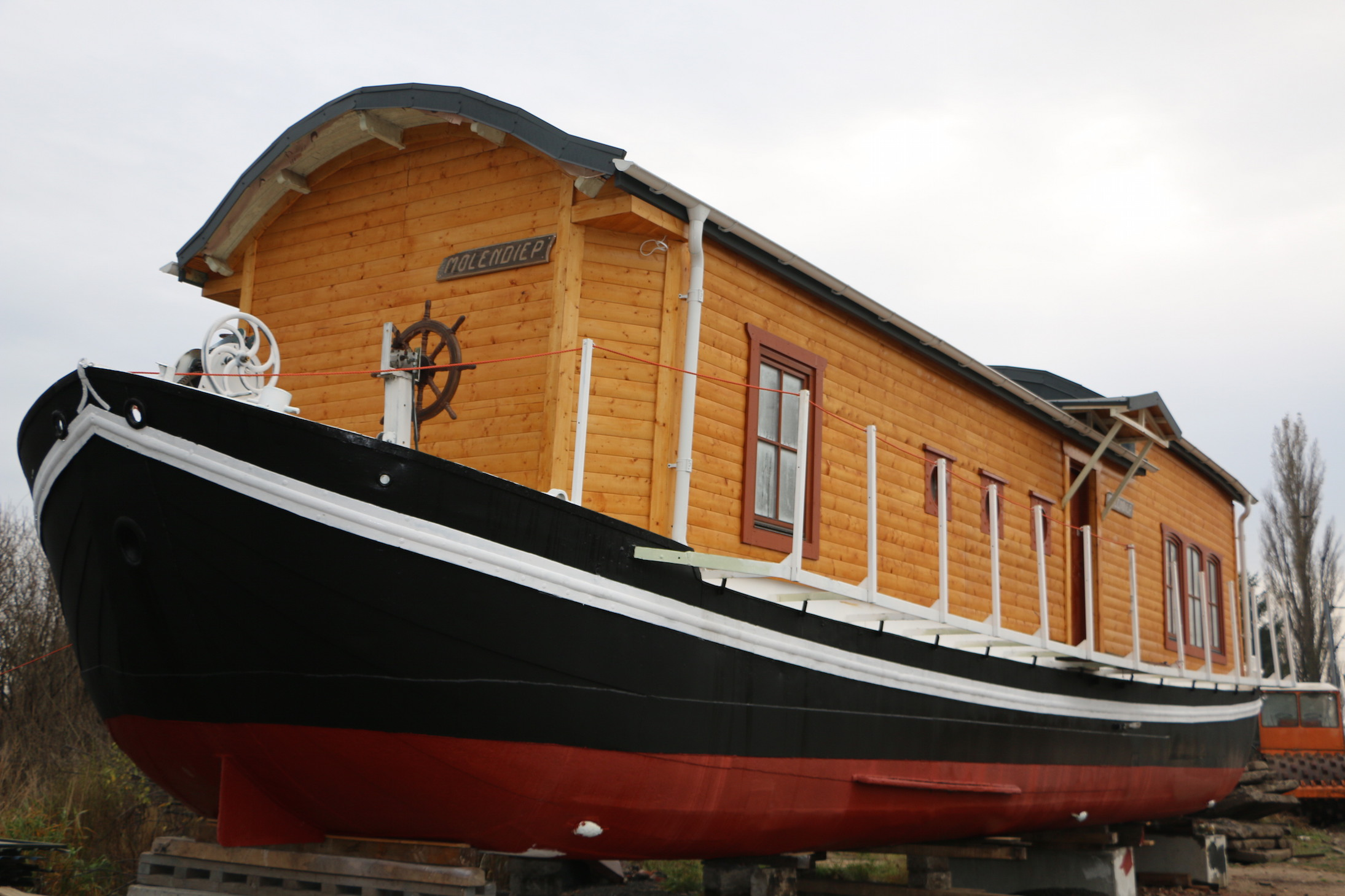
Barka mieszkalna Molendiep, ex Ijselaak, zwodowana w Holandii w 1909, obecnie w Polsce

Barka mieszkalna (ang. Houseboat) – jednostka pływająca, zaprojektowana lub zaadaptowana do celów mieszkalnych. Może być bez napędu lub wyposażona we własny napęd.
Barki mieszkalne są zwykle jednostkami płaskodennymi o niewielkim zanurzeniu, często nie są wyposażone w napęd, ponieważ są one zwykle zacumowane na stałe w jednym miejscu. Zazwyczaj są wtedy podłączone do lokalnych sieci wodno-kanalizacyjnych i energetycznych. Jednostki, które są w stanie samodzielnie pływać klasyfikuje się jako rodzaj jachtu motorowego, przeznaczonego do pływania wypornościowego z niedużą prędkością. Cechy nautyczne umożliwiają wykonywanie dłuższych rejsów turystycznych po wodach śródlądowych (lub rzadziej po morskich wodach wewnętrznych i przybrzeżnych).
Stanowić mogą tanią alternatywę mieszkaniową, pełnić też mogą funkcje hotelowe, gastronomiczne czy rozrywkowe.

## Status w Polsce
W Polsce barka mieszkalna może być zarejestrowana jako jednostka sportowa w Polskim Związku Żeglarskim lub jako statek żeglugi śródlądowej (definicja wg ustawy z 21 grudnia 2000 r. o żegludze śródlądowej - art. 5 ust. 1 - urządzenie pływające "do celów mieszkalnych", Dz.U. z 2025 r. poz. 18).
W Polsce (na podstawie art. 37a ust. 4 ustawy z 21 grudnia 2000 r. o żegludze śródlądowej od 16 października 2010 nie wymaga się jakichkolwiek uprawnień do prowadzenia jachtów motorowych o mocy silnika do 75 kW i o długości kadłuba nie przekraczającej 13 m, których prędkość maksymalna ograniczona jest konstrukcyjnie do 15 km/h. W przypadku jachtów przeznaczonych do najmu konieczne jest odbycie przez prowadzącego jacht szkolenia z zakresu bezpieczeństwa na wodzie. Barki przekraczające te parametry prowadzić może osoba posiadająca patent sternika motorowodnego, który uprawnia do prowadzenia wszelkich jachtów motorowych na wodach śródlądowych.

## Występowanie
Barki mieszkalne cieszą się popularnością w Holandii (w samym Amsterdamie liczba takich jednostek oscyluje wokół 2500, są one podłączone do miejskich sieci wodno-kanalizacyjnej i energetycznej, a na wielu z nich urządzone zostały ogródki), gdzie od wielu lat są tradycyjnie używane w odpowiedzi na zdarzające się tam powodzie. Pływające mieszkania rozpatrywane są tam również jako perspektywiczne rozwiązanie problemu przeludnienia, wzrostu cen ziemi oraz spodziewanego podniesienia się poziomu wód wskutek efektu cieplarnianego.
Barki mieszkalne popularne są też w wielu innych krajach na wszystkich kontynentach z wyjątkiem Antarktydy. W Hamburgu na barce z 1906 zbudowano ewangelicki "Kościół Wioślarzy" (Flussschifferkirche).
Pierwsze egzemplarze pojawiają się też w Polsce.
Sieć kanałów w Polsce nie jest rozbudowana a liczba przystani przeznaczonych do cumowania takich jednostek jest niewielka, choć w ostatnich latach podejmowane są działania, by polskie drogi wodne włączyć w europejski system. Żeglowny jest szlak z Bydgoszczy do Berlina, inną drogą wodną jest Odrzańska Droga Wodna, gdzie rekreacyjne wykorzystanie szlaku rozpoczyna się w Kędzierzynie-Koźlu (Marina Lasoki), a kończy w Szczecinie. Szlak ten ma też powiązanie z europejską siecią śródlądowych dróg wodnych, podobnie jak np. Pętla Żuławska.